# Liste der Stolpersteine in Crossen an der Elster
In der Liste der Stolpersteine in Crossen an der Elster werden die vorhandenen Gedenksteine aufgeführt, die im Rahmen des Projektes Stolpersteine des Künstlers Gunter Demnig bisher in Crossen an der Elster verlegt worden sind.

## Verlegte Stolpersteine
| Bild                          | Inschrift, Person                                                                                          | Adresse                      | Verlegedatum  | Anmerkung                                                                      |
| ----------------------------- | --- | ---------------------------- | ------------- | ------------------------------------------------------------------------------ |
| Stolperstein Willy Graumüller | Schlossberg 4 wohnte Willy Graumüller Jg. 1898 mehrmals verhaftet zuletzt 29.8.1944 Sachsenhausen ermordet | Flemmingstraße 17 (Standort) | 11. Nov. 2016 | Der Stolperstein wurde vor dem 9. Oktober 2024 durch einen Diebstahl entfernt. |